# Meknès
Meknès este un oraș  în  Maroc.

## Patrimoniu mondial UNESCO
Cartierul istoric al orașului (medina) face parte din patrimoniul mondial UNESCO.